# Punta de torxó

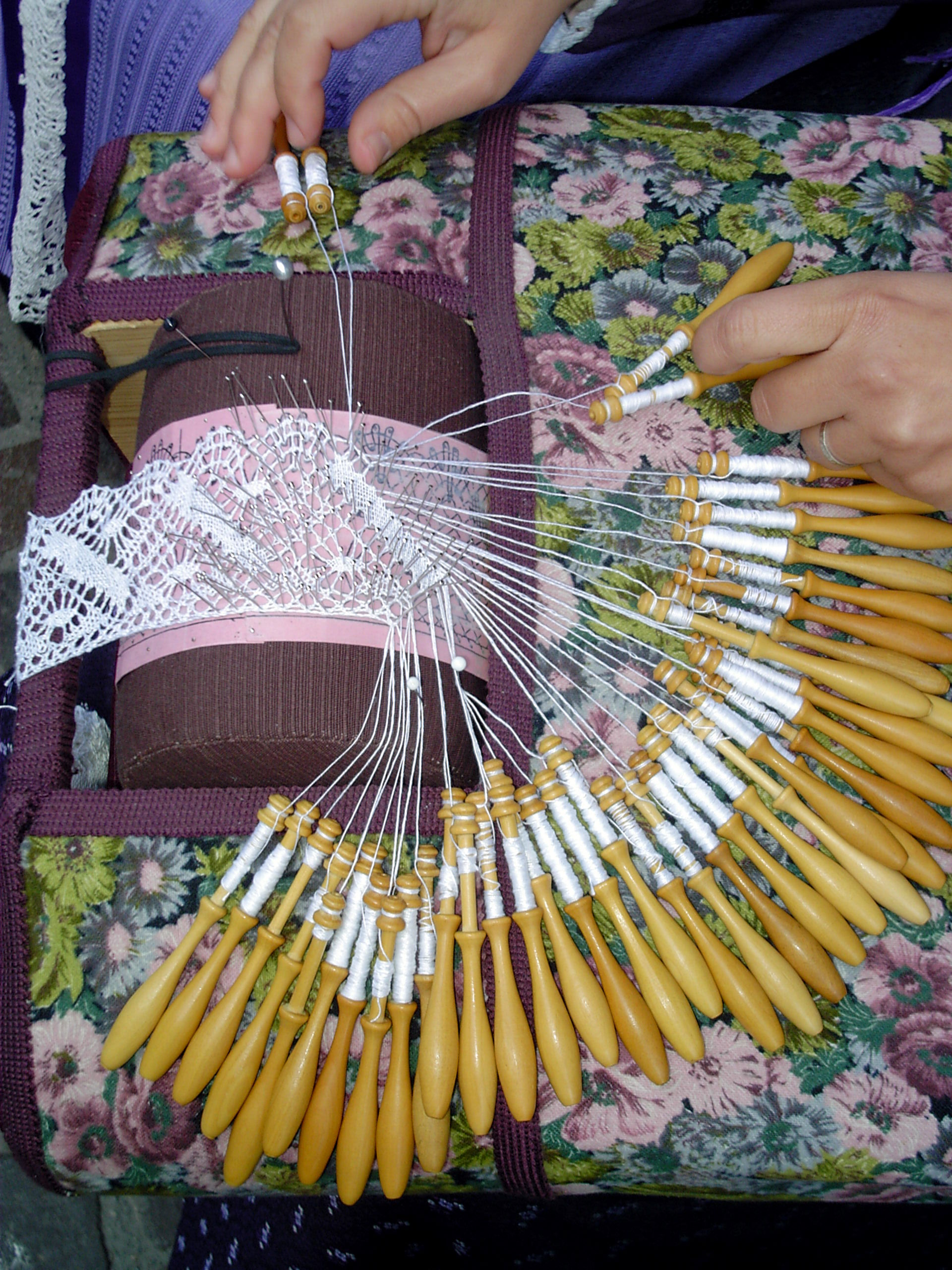
Elaboració d'un encaix de torxó tradicional.

La punta de torxó o encaix de torxó és un tipus d'encaix de boixets elaborat a tot arreu d'Europa. És un encaix continu, ja que es fa sobre un rodet sense fi, que cada volta torna a començar. L'encaix de torxó és molt conegut per ser gruixut i fort, així com pels seus senzills patrons geomètrics i línies rectes. No utilitza dissenys representatius. Les classes mitjanes l'empraven per a ribetejar peces i per a decorar roba interior de cotó i lli. Era ideal pel fet que és un encaix molt resistent i econòmic.
L'encaix de torxó era inicialment fet de lli, però des de fa molt de temps es fa també de cotó. S'elabora en tires de 1 a 2 polzades (2.5 a 5 cm) d'amplada. Aquest tipus de punta sol tenir fil "cordonet" vorejant el patró. El fil de "cordonet" va ser utilitzat per primera vegada a Suècia, però ara el seu ús està generalitzat. Ocasionalment es fan servir també fils de colors en aquest encaix, però en general l'encaix de torxó sol ser blanc.

## Història
L'encaix de torxó és una de les puntes més antigues que hi ha. Aquest tipus d'encaix es va originar a finals del segle xvii a la zona de París a partir de puntes de captaires. Torchon és la paraula francesa per a "drap de cuina" o "drap de neteja". Així que originàriament hi havia poca apreci per aquest tipus d'encaix.
És comú veure'l en regions que s'especialitzen en l'elaboració d'encaix com Bèlgica, França, Itàlia, Saxònia, Suècia i Espanya. Des del segle xix, aquest encaix ha estat el primer que aprenen a fer les puntaires a causa de la seva simplicitat. Només requereix uns quants boixets i utilitza un fil més gruixut que en altres puntes, cosa que facilita l'aprenentatge. És també el més senzill de totes les puntes amb fons de xarxa.
Malgrat estar entre les puntes més antigues, l'encaix de torxó no es va començar a realitzar a Anglaterra fins a finals del segle xix, a la regió de les Terres Mitjanes Orientals, per la qual cosa no és considerat un encaix anglès. A principis del segle XX ja es venien còpies fetes a màquina que eren gairebé indistingibles de les puntes fetes amb coxí.

## Galeria

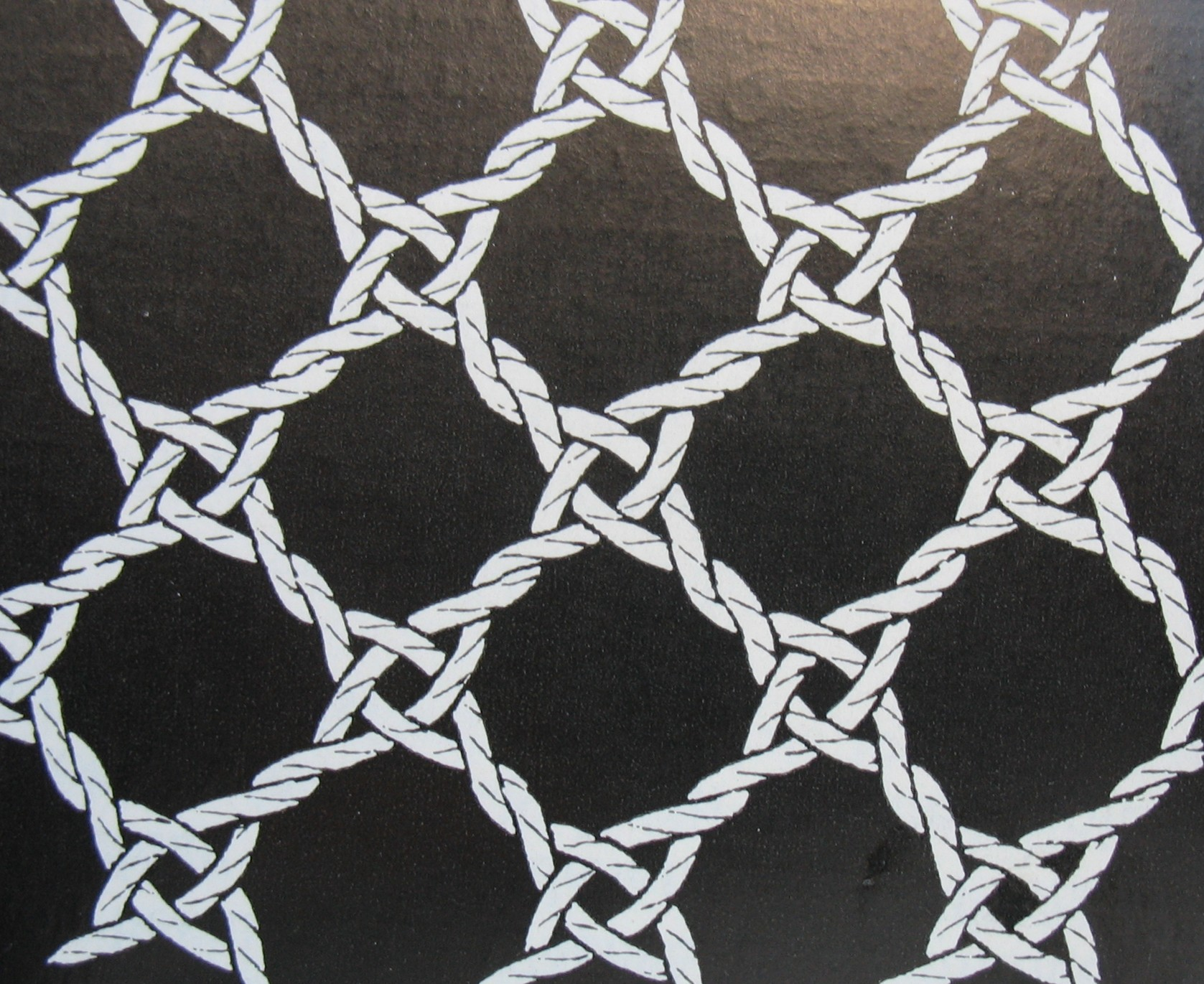
Malla bàsica
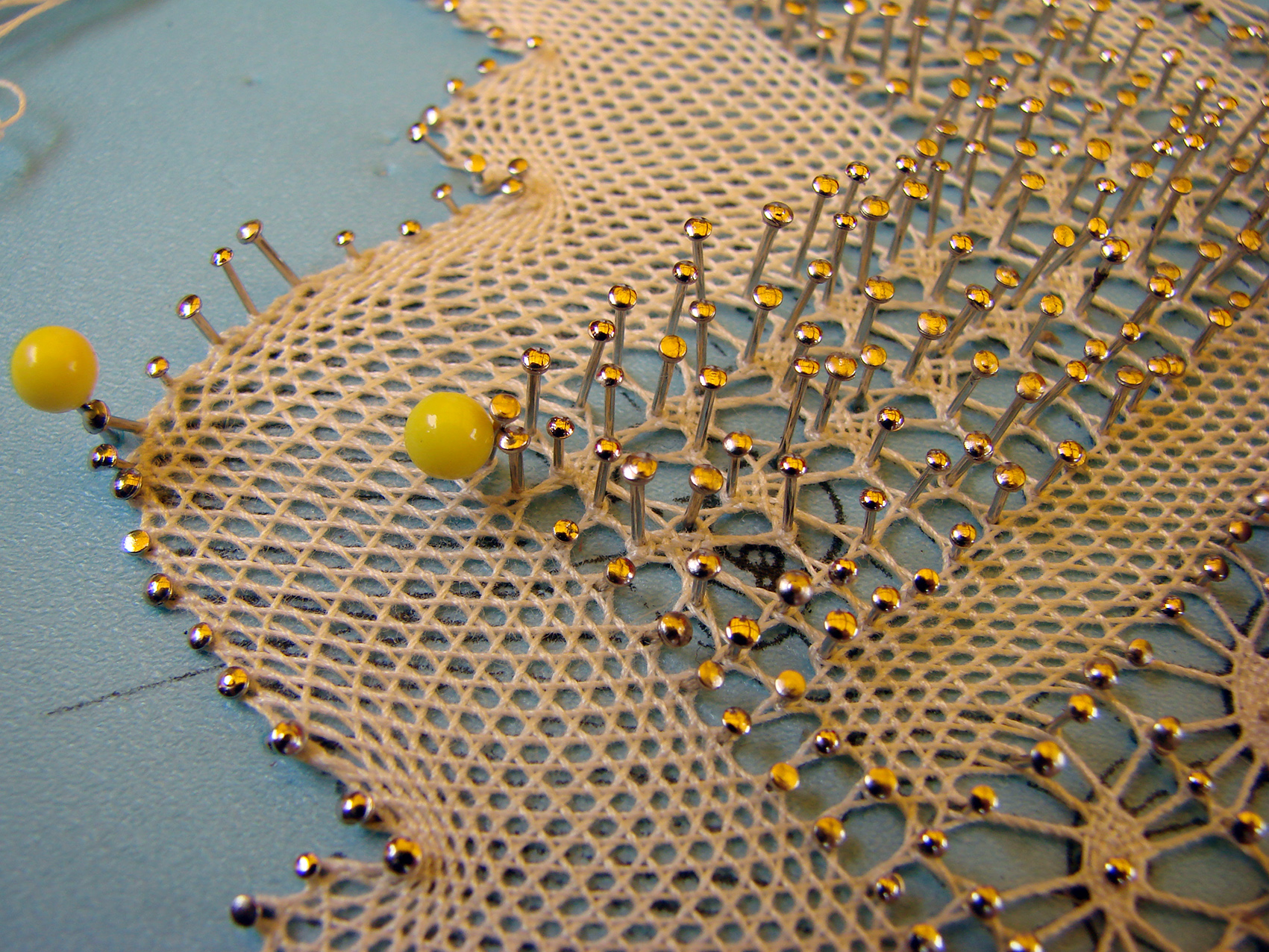
Torxó amb les agulles encara clavades
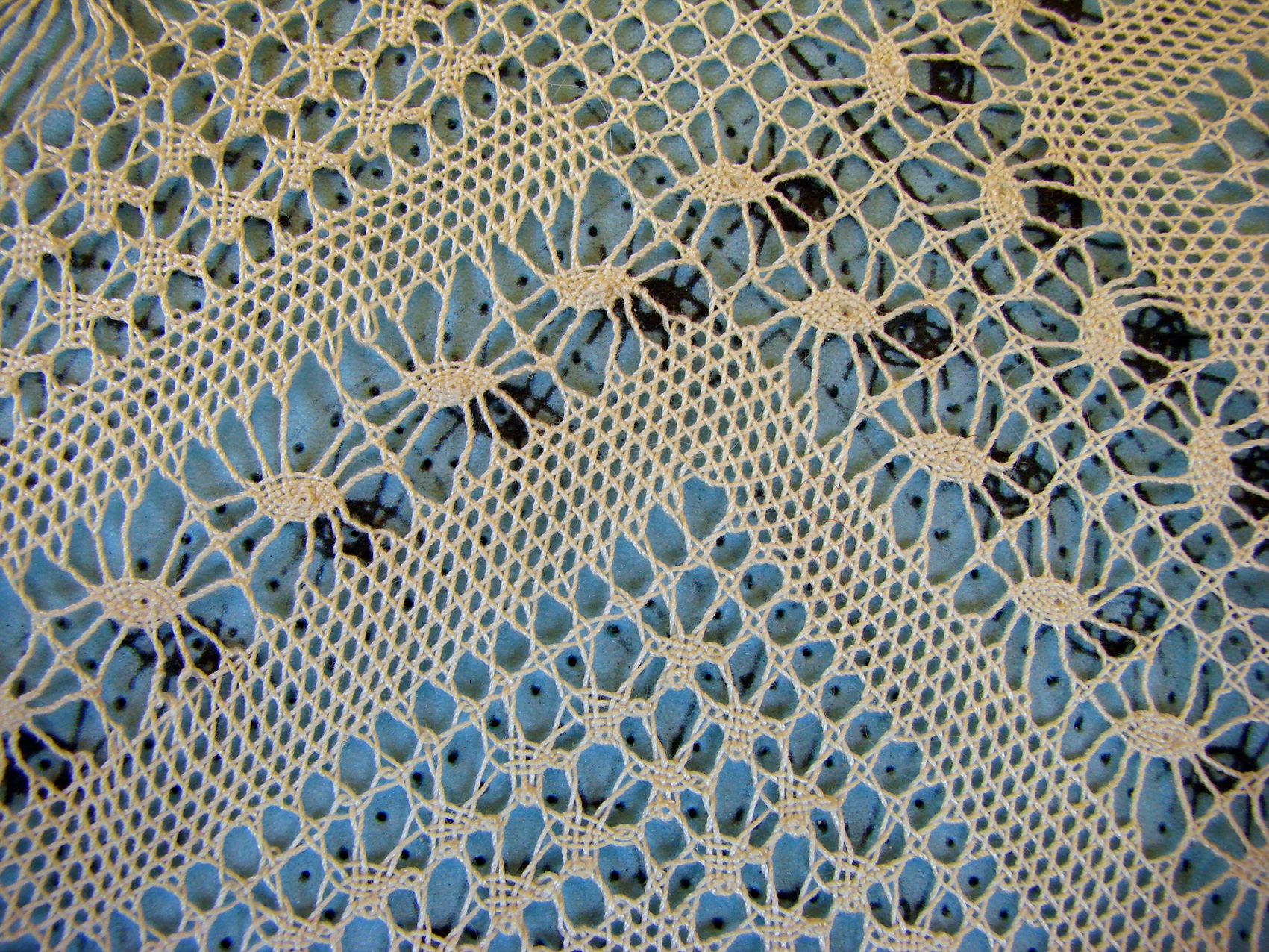
Motius de malla, aranyes i una base asimètrica
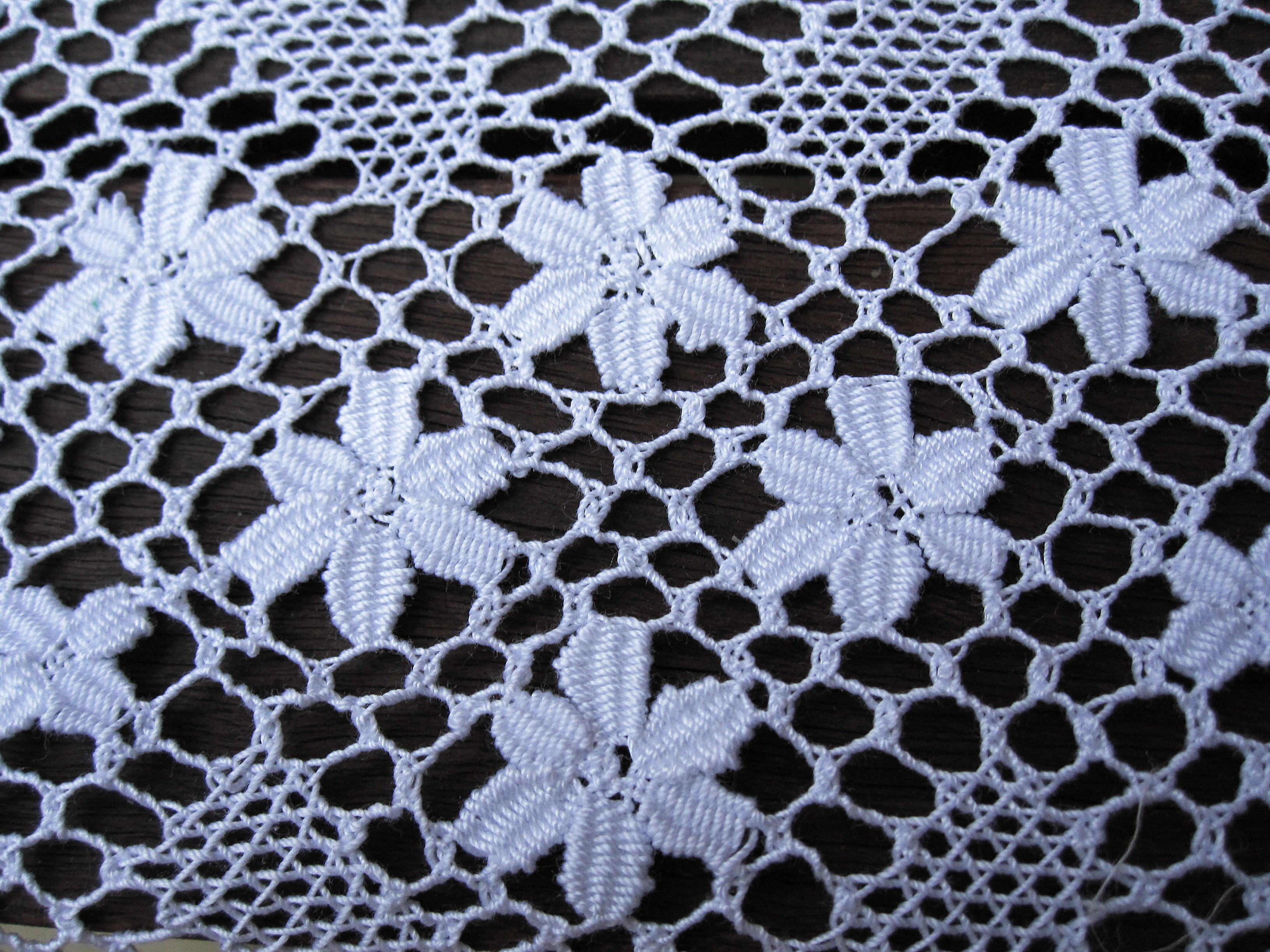
Torxó amb trets artificials
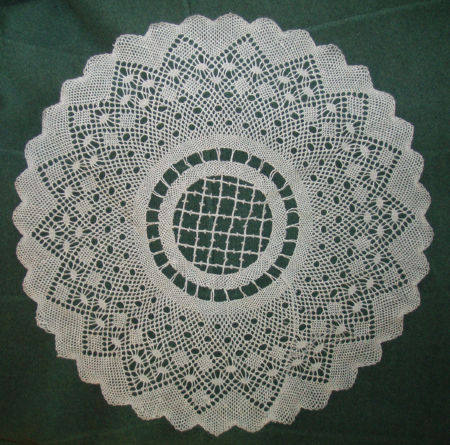
Motius de xarxa i aranyes
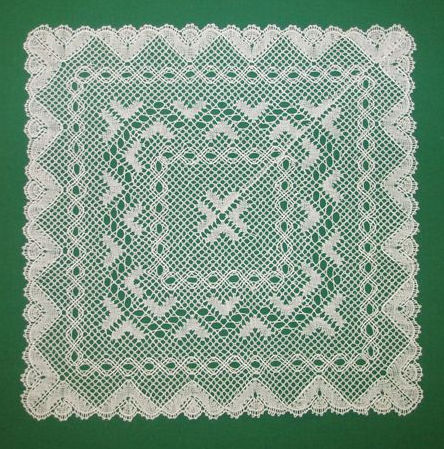
Patrons de lli i fils gruixuts
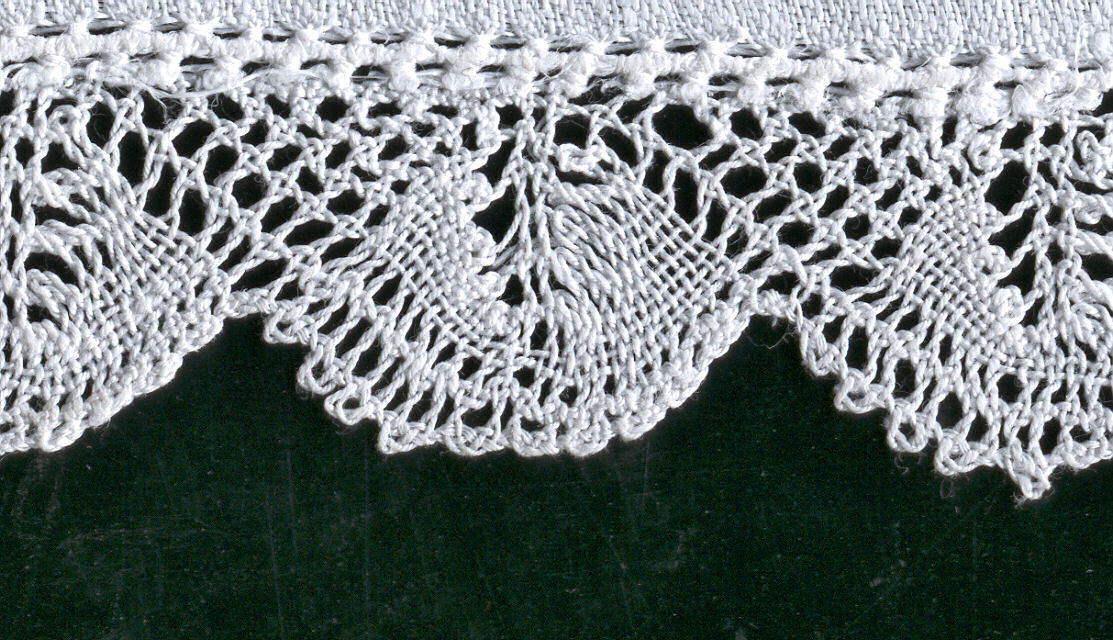
Motiu arrodonit